# Esplorazione dell'Artide

Mappa dell'Artico. La Regione Artica è delimitata dalla linea rossa.

L'esplorazione dell'Artide è l'esplorazione fisica dell'Artico, regione più a nord della Terra. Si riferisce al periodo storico durante il quale l'umanità ha esplorato la regione a nord del Circolo polare artico. I primi documenti storici ne indicano l'inizio nel 325 a.C., quando il navigatore greco Pitea raggiunse un mare ghiacciato nel tentativo di trovare miniere di stagno. I pericolosi oceani e le condizioni climatiche avverse ostacolarono spesso gli esploratori nel tentativo di raggiungere la regione polare e con grande difficoltà fu possibile superare questi pericoli sia con l'uso di imbarcazioni che via terra.

## I primi tentativi

### La Grecia antica
Alcuni studiosi ritengono che i primi tentativi di superare il Circolo polare artico possano riguardare l'antica Grecia e il navigatore Pitea, un contemporaneo di Aristotele, che, circa nel 325 a.C., cercò di trovare miniere di quello stagno che raggiungeva sporadicamente la colonia greca di Massilia, odierna Marsiglia, sulla costa mediterranea. Navigando oltre le Colonne d'Ercole, raggiunse la Bretagna e anche la Cornovaglia, infine circumnavigò le isole britanniche. Sentì dalla popolazione locale notizie della misteriosa terra di Thule, ancora più a nord. Dopo sei giorni di navigazione, raggiunse una terra sul bordo di un mare ghiacciato (da lui descritto come "cagliato"), e descrisse ciò che si crede sia l'aurora boreale e il sole di mezzanotte. Mentre alcuni storici sostengono che questa nuova terra di Thule fosse la costa norvegese o le Isole Shetland, sulla base delle sue descrizioni e delle rotte commerciali dei primi navigatori britannici, è possibile che Pitea fosse giunto alla lontana Islanda.
Anche se nessuno sa esattamente quanto a lungo avesse navigato Pitea, potrebbe essere stato il primo occidentale a superare il Circolo Polare Artico. Tuttavia, i suoi racconti sono stati considerati fantastici da parte delle autorità sia greche sia romane, come il geografo Strabone. Secondo la loro percezione del mondo, era impossibile per l'uomo sopravvivere in questi "recessi inabitabili".

### Il Medioevo

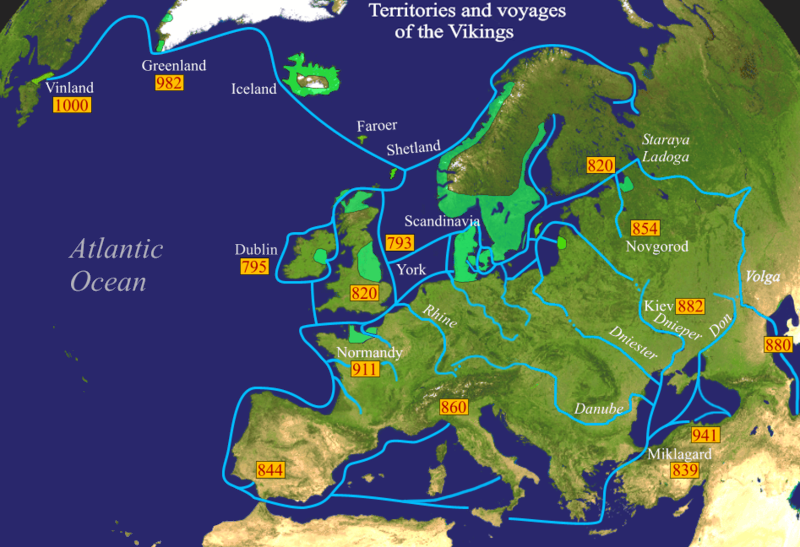
Navigatori vichinghi raggiunsero il Mar Bianco a est e Groenlandia e Nord America a ovest.

Il primo vichingo a vedere l'Islanda fu Gardar Svavarsson, che andò fuori rotta a causa delle condizioni difficili mentre navigava dalla Norvegia alle Isole Fær Øer. Ciò portò rapidamente ad un'ampia colonizzazione. Non tutti i coloni riuscirono comunque nei tentativi di raggiungere l'isola. Nel X secolo, Gunnbjörn Ulfsson si perse in una tempesta e finì in vista della costa groenlandese. La sua relazione spinse Erik il Rosso, un capo fuorilegge, a stabilirvi un insediamento nel 985. Dopo uno sviluppo iniziale, questi insediamenti alla fine furono abbandonati a causa dei cambiamenti delle condizioni climatiche (si veda Piccola era glaciale). Si pensa che siano sopravvissuti fino a circa il 1450.
I primi coloni groenlandesi navigarono verso ovest, in cerca di migliori pascoli e terreni di caccia. Tra gli studiosi moderni è aperta la discussione su quale fosse la posizione precisa delle nuove terre di Vinland, Markland e Helluland che avevano scoperto.
I popoli scandinavi si spinsero anche più a nord nella loro penisola via terra e via mare. Già nell'880, il vichingo Ohthere di Hålogaland doppiò la Penisola scandinava e navigò verso la penisola di Kola e il Mar Bianco. Il Monastero di Pečenga a nord della penisola di Kola fu fondato da monaci russi nel 1533. Dalla loro base a Kola, i Pomory, cioè i coloni Russi sulla costa del Mar Bianco, esplorarono la regione di Barents, Spitsbergen e Novaja Zemlja, tutte oltre il Circolo Polare Artico.
Essi inoltre esplorarono il nord in nave, alla scoperta della rotta artica, così come penetrarono le aree al di là degli Urali nella Siberia del nord. Poi fondarono l'insediamento di Mangazeja a est della Penisola Jamal agli inizi del XVI secolo. Nel 1648 il cosacco Semën Dežnëv scoprì l'ormai famoso Stretto di Bering tra America e Asia.
I coloni russi e i commercianti sulle coste del Mar Bianco, i Pomory, stavano esplorando alcune parti del passaggio a nord-est già nell'XI secolo. Con il XVII secolo stabilirono un continuo percorso marittimo da Arcangelo est fino alla foce dello Enisej. Questo percorso, noto come "Rotta marittima Mangazeja", dal nome del suo capolinea orientale, il deposito commerciale di Mangazeja, precedette la rotta marittima artica.

## L'era delle Esplorazioni geografiche
L'esplorazione oltre il Circolo Polare Artico nel Rinascimento fu guidata dalla riscoperta dei classici e dalla necessità dei vari Stati di procedere all'espansione commerciale. L'esplorazione fu ostacolata dai limiti della tecnologia navale dell'epoca, la mancanza di alimenti a lunga conservazione, e l'insufficiente protezione contro il freddo estremo per l'equipaggio delle navi.

### Innovazioni rinascimentali nella cartografia

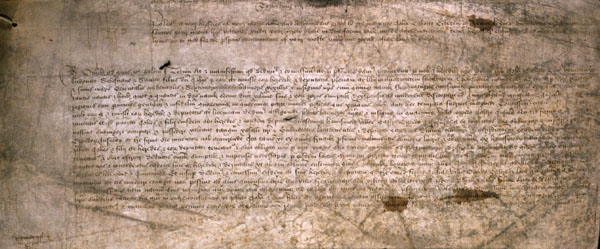
Patente di Re Enrico VII, che autorizzava Giovanni Caboto e i suoi figli ad esplorare nuove terre ad ovest.

Un evento fondamentale nell'esplorazione artica avvenne nel 1409, quando la Geografia di Tolomeo fu tradotta in latino, introducendo i concetti di latitudine e longitudine in Europa occidentale. I navigatori furono maggiormente in grado di tracciare la loro posizione, e iniziò una grande attenzione verso la Cina, suscitata dall'interesse verso gli scritti di Marco Polo. Due anni soli dopo la scoperta dell'America da parte di Cristoforo Colombo, il trattato di Tordesillas del 1494 divise l'Oceano Atlantico tra Spagna e Portogallo. Costretti a cercare altre vie verso l'Oriente, paesi rivali come l'Inghilterra, cominciarono a prendere in considerazione la rotta settentrionale nella parte superiore del globo.

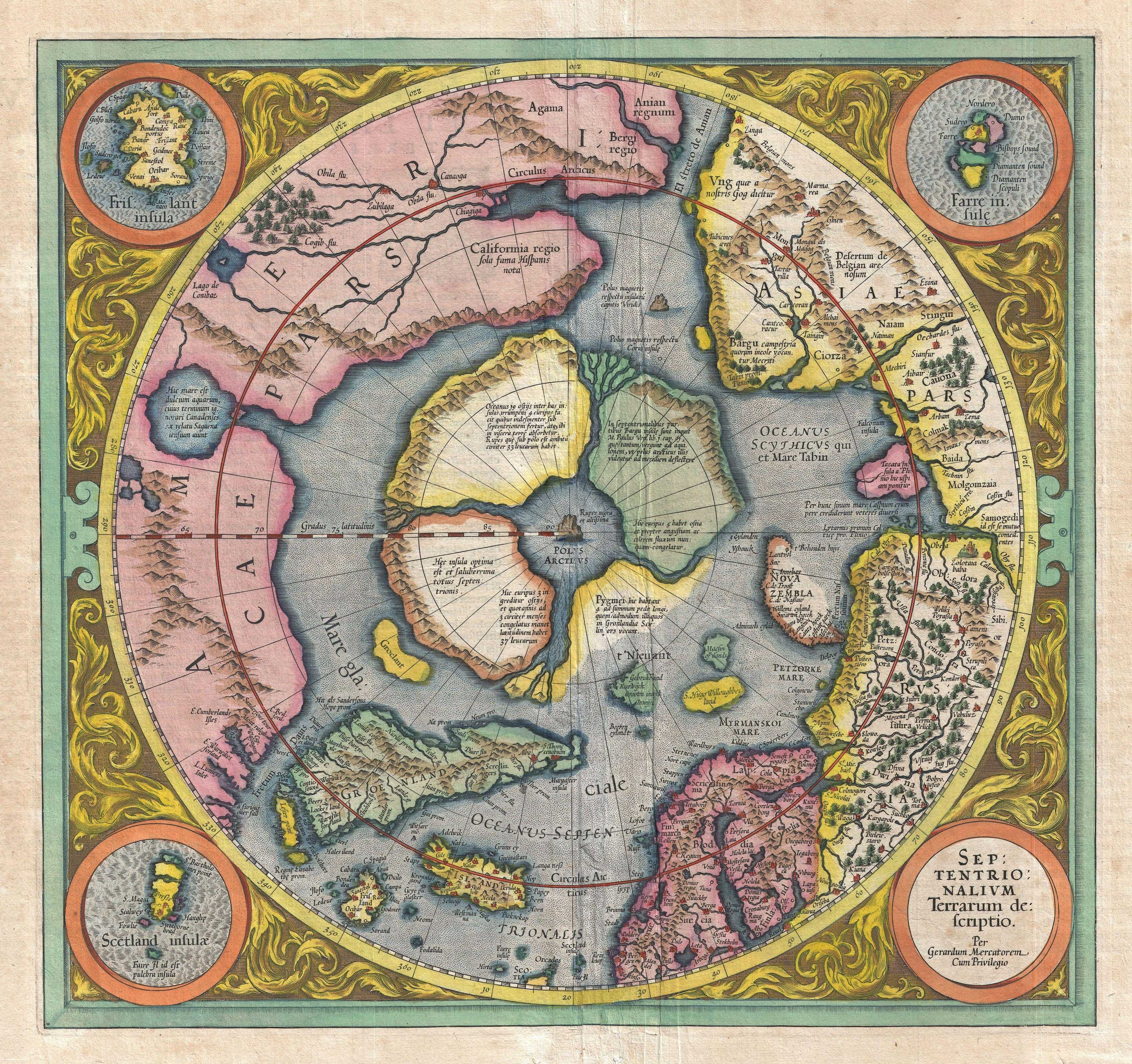
La mappa di Mercatore del Polo Nord, 1606.

L'Inventio Fortunata, un libro perduto che si dice narrasse i viaggi nell'Atlantico settentrionale di un frate sconosciuto, descrive, in una sintesi scritta da Jacobus Cnoyen, ma trovata in una lettera di Mercatore, i viaggi fino al Polo Nord. Un'affermazione ampiamente contestata è che due fratelli di Venezia, Nicolò e Antonio Zeno, avrebbero fatto una mappa dei loro viaggi in quella regione, che fu pubblicata da un loro discendente nel 1558.

### Passaggio a nord-ovest
Il Passaggio a Nord-ovest è un percorso che collega l'Oceano Atlantico e l'Oceano Pacifico attraverso l'Oceano Artico. Dalla scoperta dell'America si cercava una rotta verso l'Asia, l'esplorazione dei margini settentrionali del America del Nord ha delineato il Passaggio a nord-ovest.
L'iniziale insuccesso di Giovanni Caboto nel 1497 per trovare un passaggio a nord-ovest attraverso l'Atlantico convinse gli inglesi a cercare un percorso alternativo ad est.

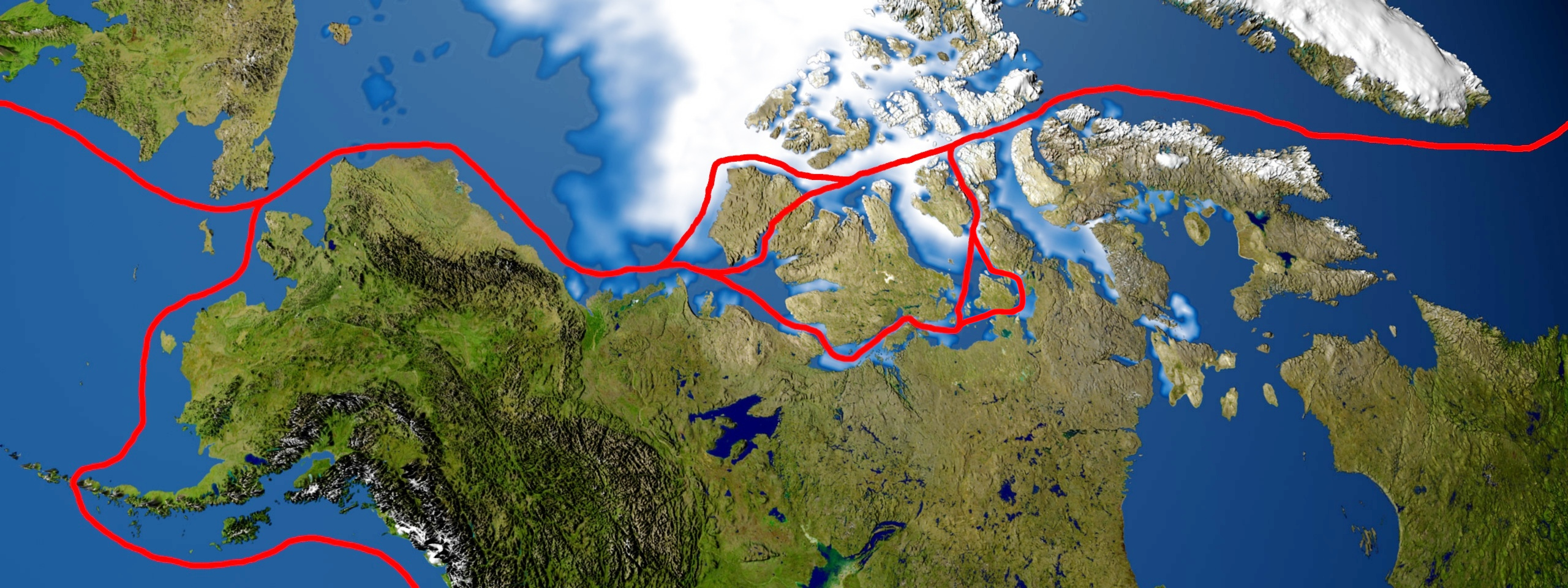
Rotte del Passaggio a Nord-Ovest

L'interesse si riaccese nel 1564, dopo che Jacques Cartier scoprì le foci del San Lorenzo. Martin Frobisher era deciso a trovare una rotta commerciale verso ovest dall'Inghilterra all'India. Tra il 1576 e il 1578, intraprese tre viaggi in quello che ora è il Canada Settentrionale per trovare il passaggio. La Baia di Frobisher, da lui scoperta, porta il suo nome. Nel luglio del 1583, Sir Humphrey Gilbert, che aveva scritto un trattato sulla scoperta del passaggio ed era un sostenitore di Frobisher, rivendicò la Colonia di Terranova per la corona inglese.
L'8 agosto 1585, al servizio di Elisabetta I l'esploratore inglese John Davis penetrò nello Stretto di Cumberland e raggiunse l'isola di Baffin. Davis circumnavigò la Groenlandia prima di dividere le sue navi in quattro spedizioni separate per cercare un passaggio verso ovest. Anche se non fu in grado di passare attraverso le gelide acque artiche, riferì ai suoi mandanti che il passaggio ricercato è "una questione per nulla dubbia [sic]", e si assicurò il supporto per due ulteriori spedizioni, raggiungendo la lontana Baia di Hudson. Anche se in Inghilterra gli sforzi furono interrotti nel 1587 a causa della Guerra anglo-spagnola (1585-1604), Le relazioni favorevoli di Davis sulla regione e la sua gente avrebbero ispirato gli esploratori nel secolo successivo.

### Il passaggio a Nord-Est

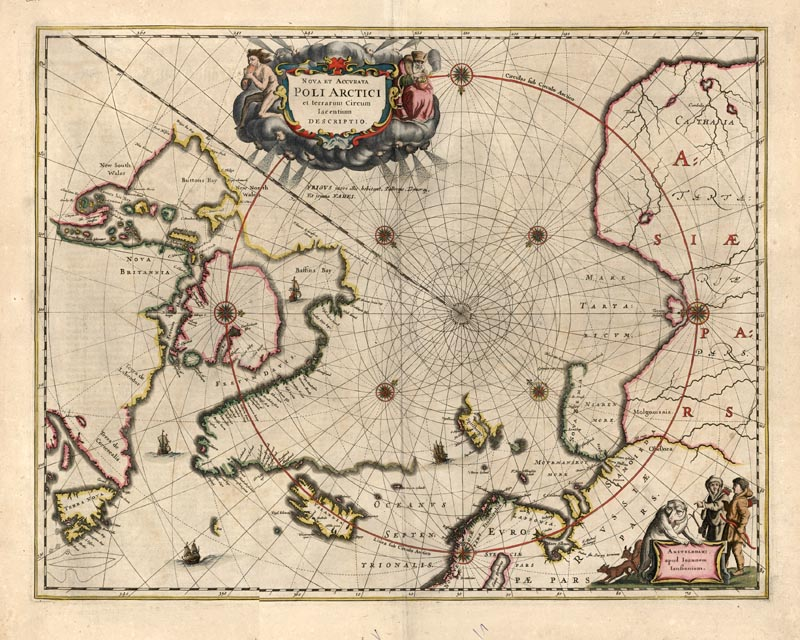
La mappa di Jan Jansson in Poli Arctici del 1644

La rotta artica è una rotta marittima dal Mare di Barents allo Stretto di Bering, lungo la costa settentrionale russa, così come viene ufficialmente definita dalla legge della Federazione Russa; prima dell'inizio del XX secolo era conosciuta come il Passaggio a nord-est.
L'idea di esplorare questa regione era inizialmente economica, e fu proposta dal diplomatico russo Dmitrij Gerasimov nel 1525. La maggior parte della rotta si trova in acque artiche e alcuni tratti sono liberi dal ghiaccio per soli due mesi all'anno, rendendo così il percorso molto pericoloso.
Verso la metà del XVI secolo, Giovanni Caboto, figlio di Sebastiano contribuì a organizzare tale spedizione, guidata da Sir Hugh Willoughby e Richard Chancellor. L'equipaggio con Willoughby naufragò al largo della penisola di Kola, dove perì di scorbuto. Chancellor con il suo equipaggio raggiunse la foce del fiume Dvina Settentrionale, dove fu accolto da una delegazione dello zar Ivan il Terribile. Riportato a Mosca, fondò la Muscovy Trading Company, per promuovere il commercio tra l'Inghilterra e Russia. Questo corso diplomatico permise ad ambasciatori britannici come Sir Francis Cherry (1552–1605) di consolidare le informazioni geografiche raccolte da mercanti russi in mappe per l'esplorazione britannica della regione. Alcuni anni dopo, Steven Borough, il comandante della nave di Chancellor (1525–1584), raggiunse il mare di Kara, quando fu costretto a tornare indietro a causa del ghiaccio.
Le parti occidentali del passaggio furono esplorate contemporaneamente da Paesi del Nord Europa come Inghilterra, Paesi Bassi, Danimarca e Norvegia, alla ricerca di una rotta alternativa verso la Cina e l'India. Anche se queste spedizioni non ebbero successo, furono scoperte nuove coste e isole. Degna di nota è la spedizione guidata dal navigatore olandese Willem Barents che scoprì le Spitsbergen e l'isola degli Orsi nel 1596.
Temendo la penetrazione inglese e olandese in Siberia, la Russia chiuse la rotta verso la colonia Mangazeja nel 1619. L'attività dei Pomory, diminuì nell'Asia settentrionale e la maggior parte dell'esplorazione durante il XVII secolo venne svolta da cosacchi siberiani, navigando da una foce all'altra dei fiumi. Nel 1648 la più famosa di queste spedizioni, guidata da Fedot Alekseevič Popov e Semën Dežnëv, navigò dalla foce del Kolyma a est fino al Pacifico e doppiò la Penisola dei Ciukci, dimostrando così che non vi era alcun collegamento terrestre tra Asia e Nord America. Ottanta anni dopo Dežnëv, nel 1728, un altro esploratore per conto della Russia, il danese Vitus Bering sulla Svjatoj Gavriil (Святой Гавриил) intraprese un viaggio simile in senso opposto (Prima spedizione in Kamčatka), a partire dalla Kamčatka in direzione nord per il passaggio che porta il suo nome (Stretto di Bering). Fu Bering ad attribuire il nome attuale alle isole Diomede, scoperte e descritte da Dežnëv.
Ricordiamo l'italiano Giacomo Bove: Bove era nato in Piemonte da una famiglia di contadini nel 1852, "e grazie a una serie di circostanze favorevoli era stato ammesso all’Accademia Navale di Genova, da dove sarebbe uscito a pieni voti. Partecipò poi alla spedizione guidata dal danese Nordenskiöld, che risolse una volta per tutte la questione del Passaggio a Nord-Est, dopo tre secoli di tentativi infruttuosi, resistendo per 35 settimane nella morsa dei ghiacci della notte artica: un’avventura ai limiti della sopravvivenza".

## L'esplorazione moderna

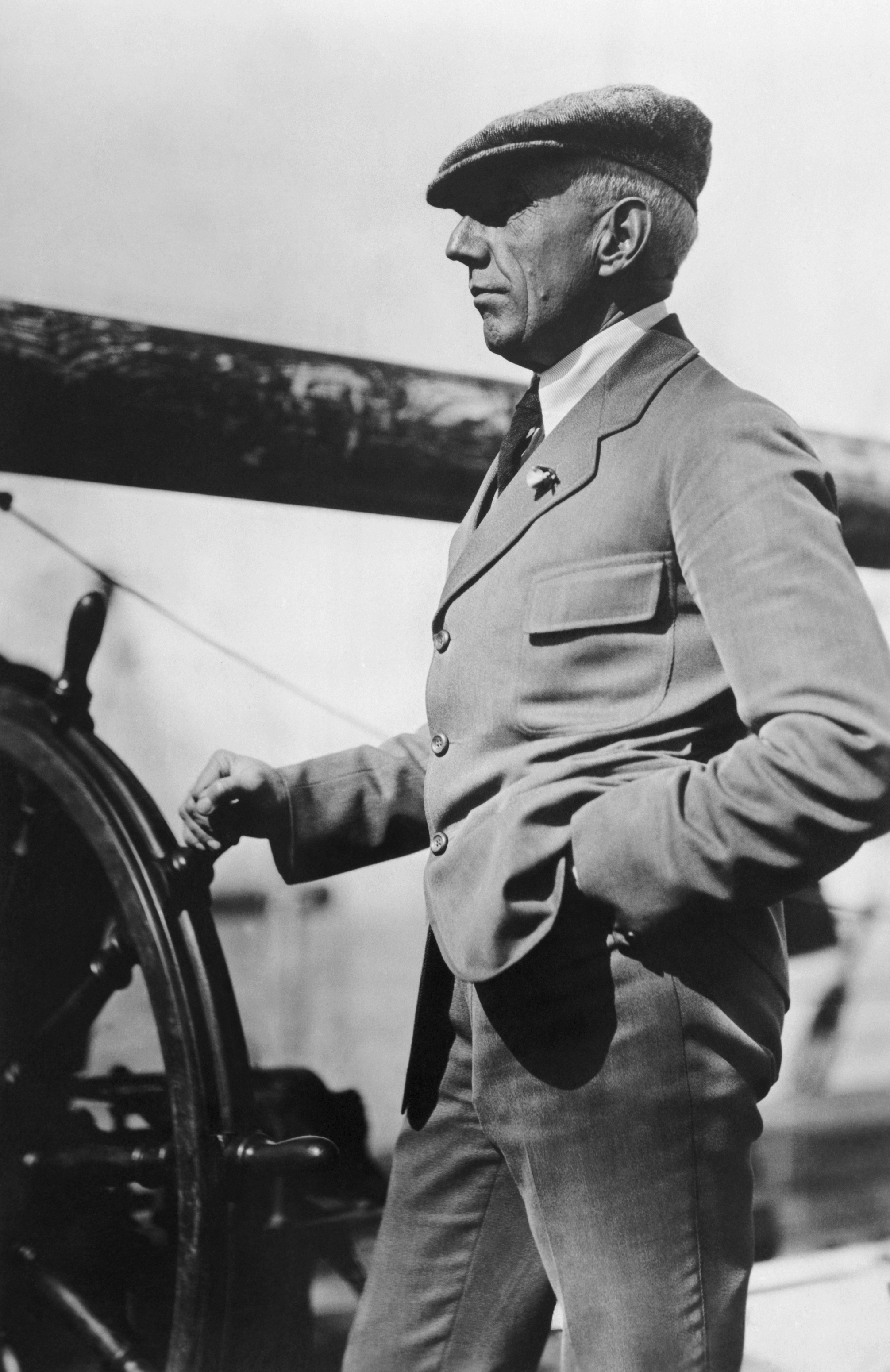
Roald Amundsen guidò la prima spedizione che raggiunse il Polo Sud, fu la prima persona a raggiungere entrambi i poli, e fu la prima persona a superare il Passaggio a nord-ovest.

Nella prima metà del XIX secolo, alcuni tratti del passaggio a nord-ovest furono esplorati separatamente da spedizioni diverse, compresa quelle di John Ross, William Edward Parry, James Clark Ross, e spedizioni via terra guidate da John Franklin, George Back, Peter Warren Dease (1788–1863), Thomas Simpson (1808–1840) e John Rae. A Sir Robert McClure, è stata attribuita la scoperta del Passaggio a Nord-ovest via mare con la McClure Arctic Expedition nel 1851 quando attraversò lo Stretto di McClure dall'Isola di Banks in direzione dell'Isola Melville. Tuttavia, lo stretto era bloccato dal ghiaccio nuovo in quella stagione, che lo rendevano non navigabile alle navi. L'unica rotta utilizzabile, che collega gli accessi tra lo stretto di Lancaster e lo stretto Dolphin e Union, venne percorsa per la prima volta da John Rae nel 1851. Rae utilizzava un approccio pragmatico nel viaggiare via terra a piedi e con cani da slitta, e in genere impiegava meno di dieci persone nelle sue esplorazioni.
Il Passaggio a nord-ovest non fu completamente conquistato via mare fino al 1906, quando l'esploratore norvegese Roald Amundsen, che era salpato giusto in tempo per sfuggire ai creditori che cercavano di bloccare la spedizione, completò un viaggio di tre anni con la Gjøa, nave da aringhe riadattata di 47 tonnellate. Alla fine di questo viaggio, entrò nella città di Eagle in Alaska, e inviò un telegramma che annunciava il suo successo. La sua rotta non era commercialmente pratica: oltre al tempo impiegato, alcuni tratti di mare erano troppo bassi.

### Il Polo Nord

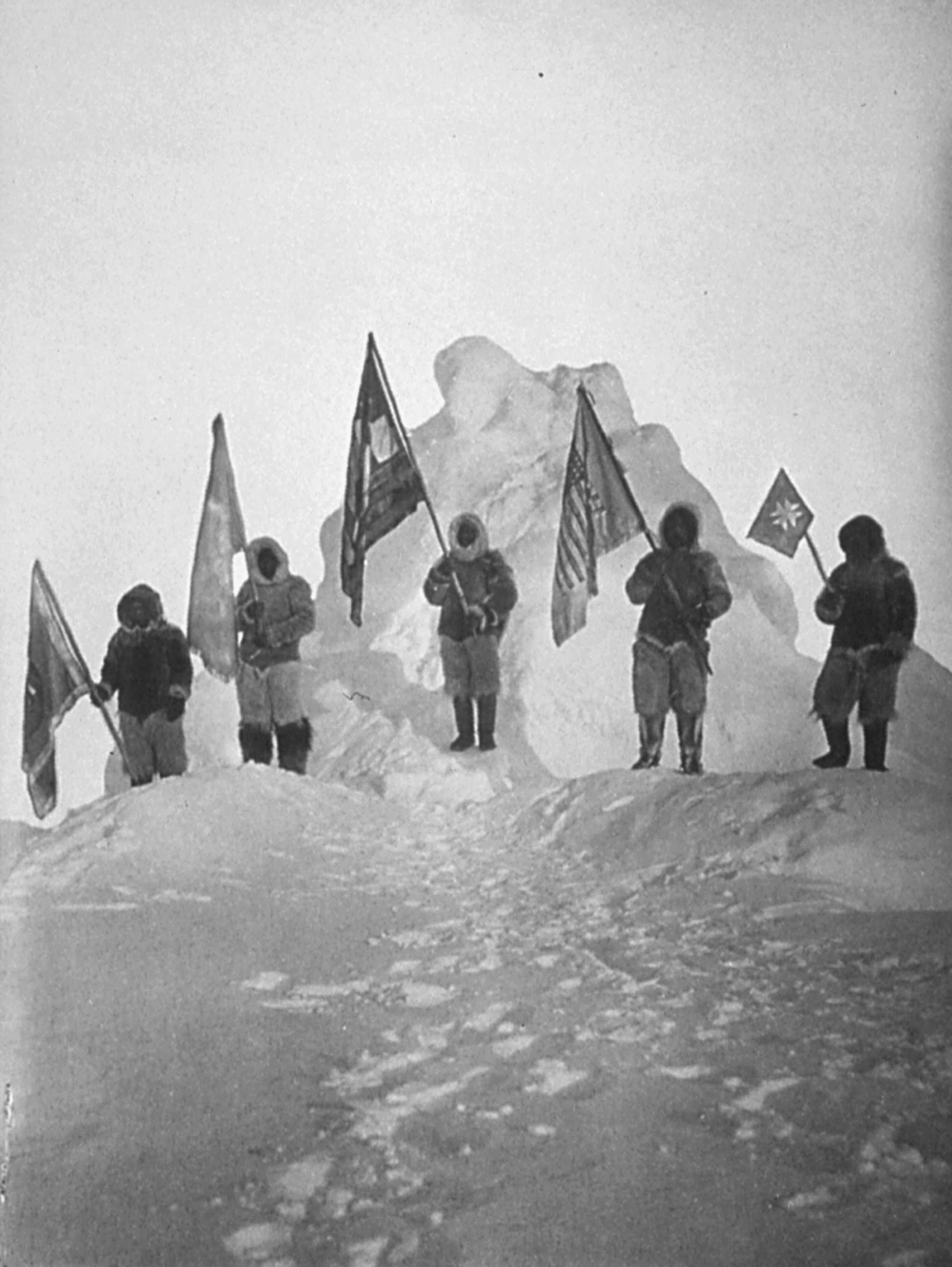
Robert Peary e il gruppo con slitte espongono bandiere al Polo Nord. Peary sostenne di essere stata la prima persona a raggiungere il Polo Nord.

Il 6 aprile 1909 Robert Peary affermò di essere la prima persona nella storia ad avere raggiunto il Polo Nord anche se è stato posto in dubbio che lo abbia mai effettivamente raggiunto.. Viaggiò con l'ausilio di slitte trainate da cani e tre diverse squadre di supporto che sostituì ad intervalli successivi prima di raggiungere il Polo. Molti esploratori moderni, compresi sciatori olimpici con attrezzature moderne, sostengono che Peary non avrebbe potuto raggiungere il polo a piedi nel tempo da lui dichiarato.
Nel 2005 l'esploratore britannico Tom Avery, con quattro colleghi, completò un viaggio al polo in 36 giorni, 22 ore e 11 minuti con 16 cani husky che trainavano due slitte che erano le repliche di quelle utilizzate da Peary. Alcuni credono che la spedizione Avery abbia reso giustizia a Peary, dimostrando che la velocità di Peary non fosse così impossibile, dopo tutto, giacché il tempo impiegato da Avery era di circa quattro ore inferiore a quanto affermato da Peary. Tuttavia un attento esame della velocità di Avery getta ancora più dubbi sulla rivendicazione di Peary: mentre questi affermò di aver sostenuto un incredibile percorso di 135 miglia nautiche (250 km; 155 mi) nei suoi ultimi cinque giorni, Avery ne percorse solo 71. Infatti, Avery non superò mai le 90 miglia nautiche (170 km) per ogni tratto di cinque giorni. Inoltre, Avery poté contare su un ponte aereo per ritornare, e quindi aveva un carico leggero sulle slitte negli ultimi cinque giorni, mentre Peary era carico dei prodotti alimentari e forniture necessari per il ritorno. Avery riuscì ad eguagliare il tempo totale di Peary di 37 giorni solo perché quest'ultimo fu obbligato a trascorrere cinque giorni in accampamento, senza compiere alcun progresso.
Vi erano già state diverse spedizioni per raggiungere il Polo Nord, ma non erano riuscite: quella dell'ufficiale della marina britannica William Edward Parry nel 1827, la spedizione americana Polaris nel 1871, la sfortunata Jeannette Expedition nel 1879 comandata dal Comandante della Marina statunitense George W. DeLong e quella norvegese di Fridtjof Nansen nel 1895. L'esploratore statunitense Frederick Cook sostenne di aver raggiunto il Polo Nord nel 1908, ma non ottenne molti consensi.
Il primo avvistamento indiscusso del Polo avvenne quando l'equipaggio del dirigibile Norge, progettato e pilotato dall'italiano Umberto Nobile (accompagnato dall'esploratore norvegese Roald Amundsen e dal finanziatore statunitense Lincoln Ellsworth), osservò il Polo il 12 maggio 1926. Nobile sorvolò il Polo una seconda volta il 24 maggio 1928, quando a bordo del dirigibile Italia riuscì a raggiungere e a sorvolare per la seconda volta il polo nord geografico. Durante il viaggio di ritorno però l'Italia si schiantò sulla banchisa polare. Da questo incidente, che ebbe rilevanza mondiale, prese il via anche la prima spedizione internazionale di soccorso che si trovò ad operare nella zona del Polo Nord.
Le prime persone ad avere senza dubbio camminato sul Polo Nord furono i componenti della spedizione sovietica "Sever-2" del 1948 sotto il comando di Aleksandr Kuznecov (1904–1966), che erano atterrati con il loro aereo Lisunov Li-2 nelle vicinanze ed avevano percorso il tragitto sino al polo.
Il 3 agosto 1958, il sottomarino statunitense Nautilus raggiunse il Polo Nord senza emergere. Poi continuò la navigazione sotto la calotta polare ghiacciata. Il 17 marzo 1959 il sommergibile americano Skate (SSN-578) emerse al Polo Nord e disperse le ceneri dell'esploratore Sir Hubert Wilkins. Questi viaggi facevano parte di esplorazioni militari promosse nel contesto della Guerra fredda.
Il 19 aprile 1968, Ralph Plaisted (1927–2008) raggiunse il Polo Nord su motoslitta, il primo viaggiatore su superficie cui fu riconosciuta la certezza del risultato. La sua posizione fu verificata in modo indipendente da un aereo della United States Air Force che sorvolava a scopi meteorologici. Nel 1969 Wally Herbert (1934–2007), a piedi e con slitta trainata da cani, diventò il primo uomo a raggiungere il Polo Nord con la sola forza muscolare, proprio nel 60º anniversario della famosa, ma contestata, spedizione di Robert Peary.
Le prime persone a raggiungere il Polo Nord a piedi (o con gli sci) e a tornare senza alcun aiuto esterno, come cani, aeroplani, o alcun tipo di rifornimento furono Richard Weber (Canada) e Miša Malachov (Russia) nel 1995. Da allora nessuno ha più compiuto questo tipo di percorso.
Il Tenente colonnello Joseph O. Fletcher (1920–2008) e il tenente William Pershing Benedict (1918–1974) della U.S. Air Force atterrarono con un aeroplano al Polo il 3 maggio 1952, accompagnati dallo scienziato Albert P. Crary (1911–1987).
Nella primavera del 2007, a bordo di un pick-up Toyota, i giornalisti James May e Jeremy Clarkson, furono i primi a raggiungere il polo nord magnetico a bordo di un'auto.
Il 26 aprile 2009, Vasilij Elagin, Afanasij Makovnev, Vladimir Obichod, Sergej Larin, Aleksej Ušakov, Aleksej Škrabkin e Nikolaj Nikulšin dopo 38 giorni e oltre 2000 km (a partire dall'isola Sredniy, Severnaja Zemlja) alla guida di due automobili di fabbricazione russa, "Yemelya-1" e "Yemelya-2", raggiunsero il Polo Nord.